# Harishchandragad-Fort

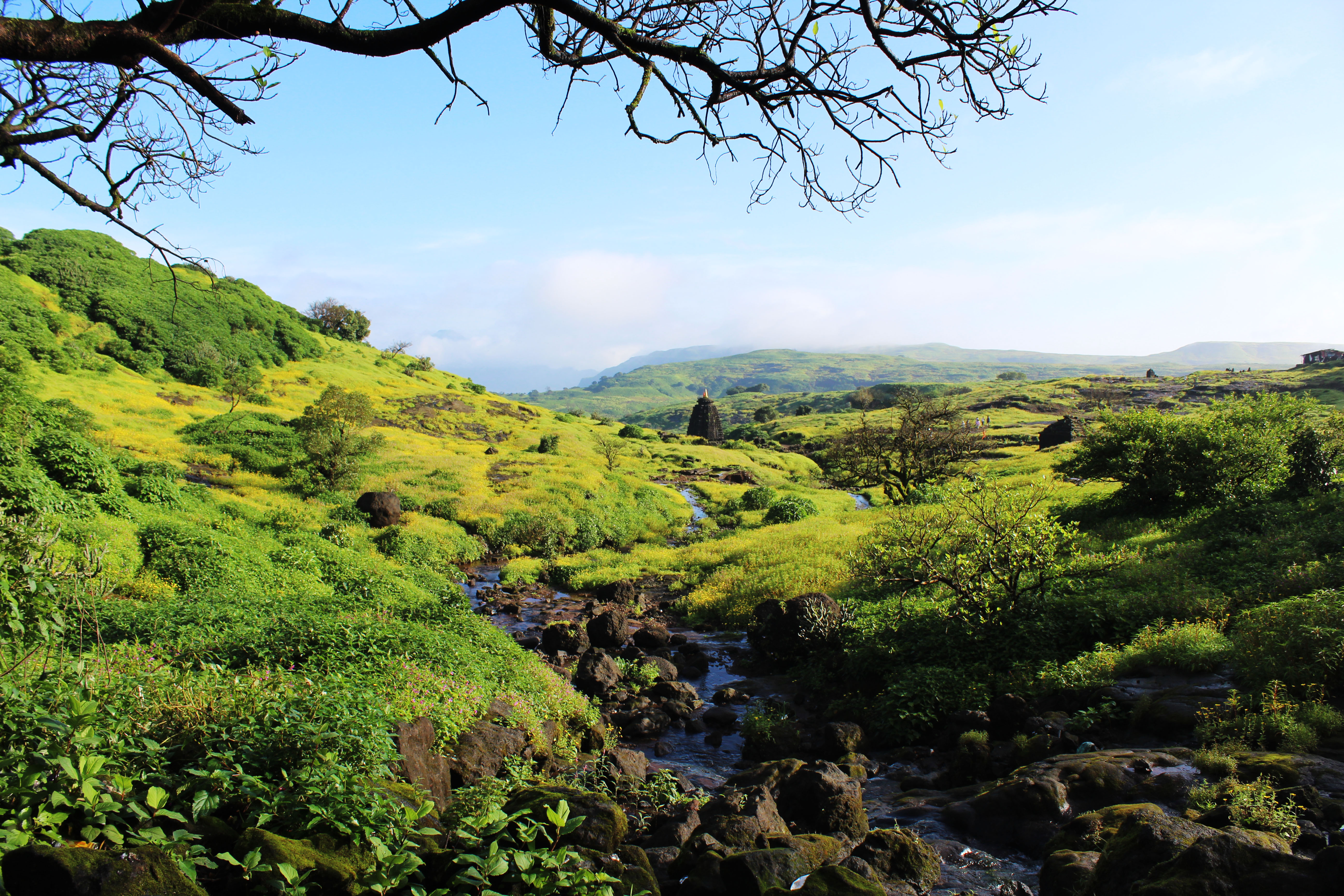
Berglandschaft mit Shiva-Tempel

Das Harishchandragad-Fort (Marathi हरिश्चंद्रगड) ist eine weitgehend natürlich belassene Bergfestung (fort) im Ahmednagar-Distrikt auf dem Dekkan-Plateau im Bundesstaat Maharashtra im Westen Indiens.

## Lage
Die nur zu Fuß zu erreichende und annähernd 1450 m hoch gelegene Bergfestung liegt auf einer ca. 250 m hohen langgestreckten Bergkette in den östlichen Ausläufern der Westghats. Die Großstadt Nashik befindet sich ungefähr 100 km nördlich; die Stadt Junnar ist nur etwa 30 km in südöstlicher Richtung entfernt.

## Geschichte
Auf der Anhöhe wurden jungsteinzeitliche Spuren entdeckt, die auf die Anwesenheit von Jägern und Sammlern hindeuten. Alte Schriften (puranas) erwähnen die Stätte, die möglicherweise im 6. Jahrhundert zum Herrschaftsgebiet der Kalachuri gehörte; in dieser Zeit wurden mehrere Felshöhlen zu Tempeln ausgebaut. Später soll hier der sagenhafte Yogi-Dichter Changdev Maharaj zeitweise meditiert haben. Im 17. Jahrhundert kam das Fort unter die Kontrolle der Moguln; die Marathen eroberten es im Jahr 1747. Nach dem 3. Marathenkrieg (1817/18) fiel es an die Briten.

## Sehenswürdigkeiten

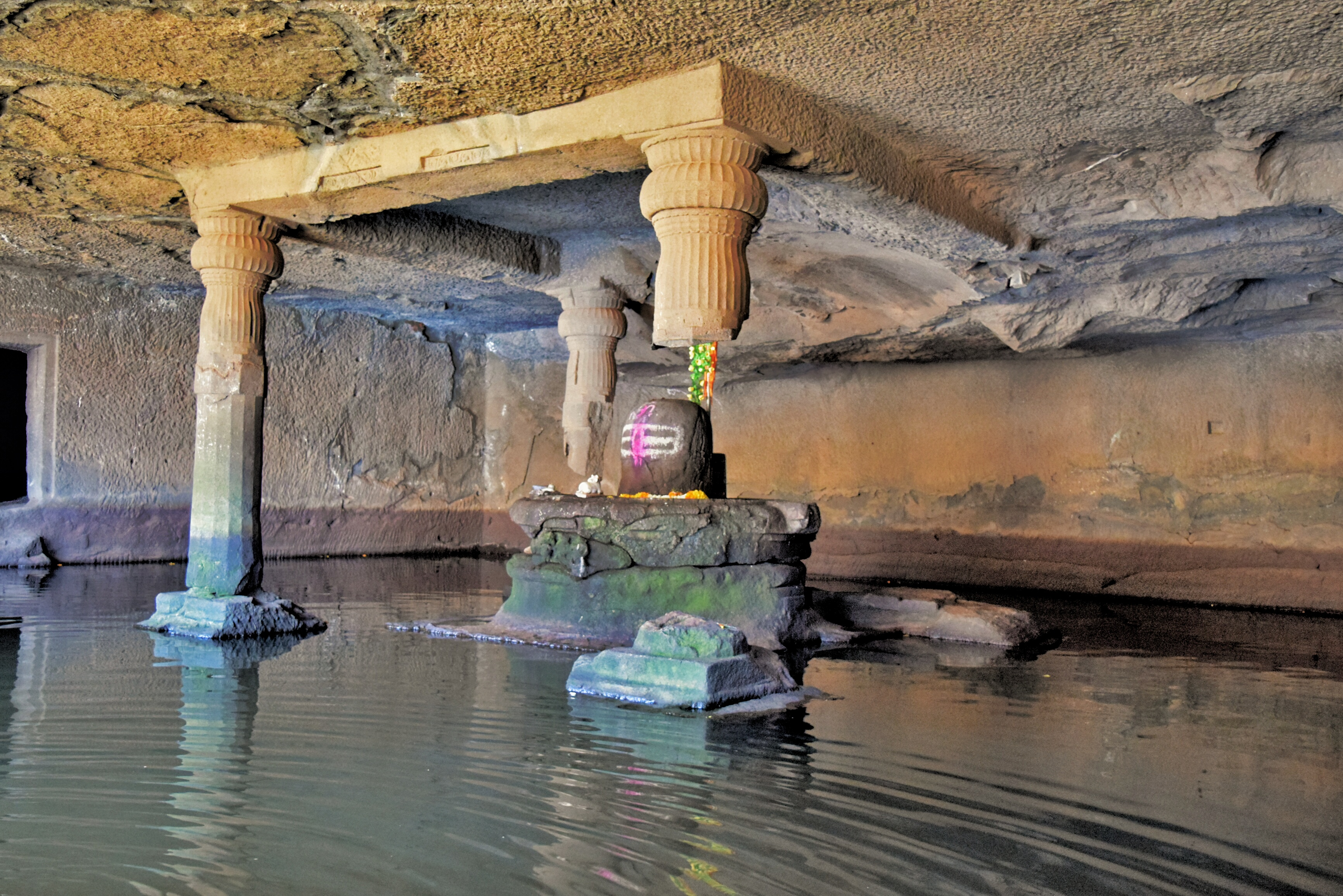
Kedareshwar-Höhlentempel

- Die in Teilen beinahe senkrecht abfallende Bergfestung hat weder eine von Menschenhand geschaffene Ringmauer noch Tore etc. Das Gelände an sich ist unwegsam und war nur schwer zu erobern. Der ca. 1430 m hohe Taramati-Peak ist einer der höchsten Berge Zentralindiens.
- Hauptattraktion ist ein größtenteils aus dem Felsgestein herausgehauener Shiva-Tempel aus dem 11. Jahrhundert, in welchem auch eine mit roter Farbe bemalte Ganesha-Figur zu sehen ist. Vor dem Tempel liegt ein teilweise von Schrein-Nischen umgebener Tempelteich (pushkarni).
- Eine tiefe und manchmal mit Wasser gefüllte Felshöhle wurde zu einem Shiva-Tempel (Kedareshwar) umgestaltet, in dessen Mitte sich ein auf einem Yoni-Stein ruhender Lingam erhebt. Dieser wird gerahmt von einem ehemals viersäuligen baldachinartigen Gebilde. Irgendwann sind drei der vier Säulen eingestürzt, so dass die Konstruktion scheinbar nur noch von einer Säule „getragen“ wird.

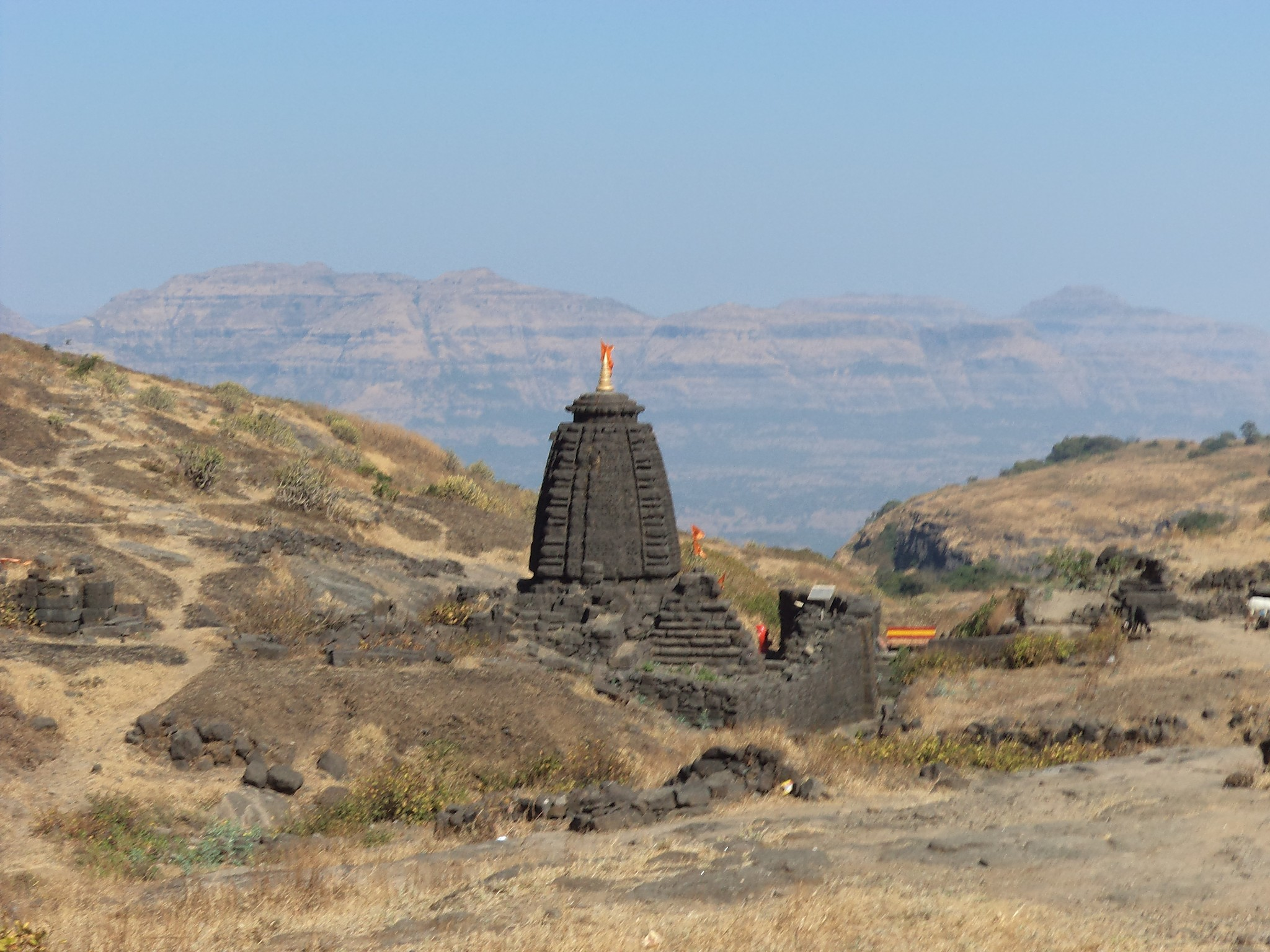
Harishchandreshwar-Tempel
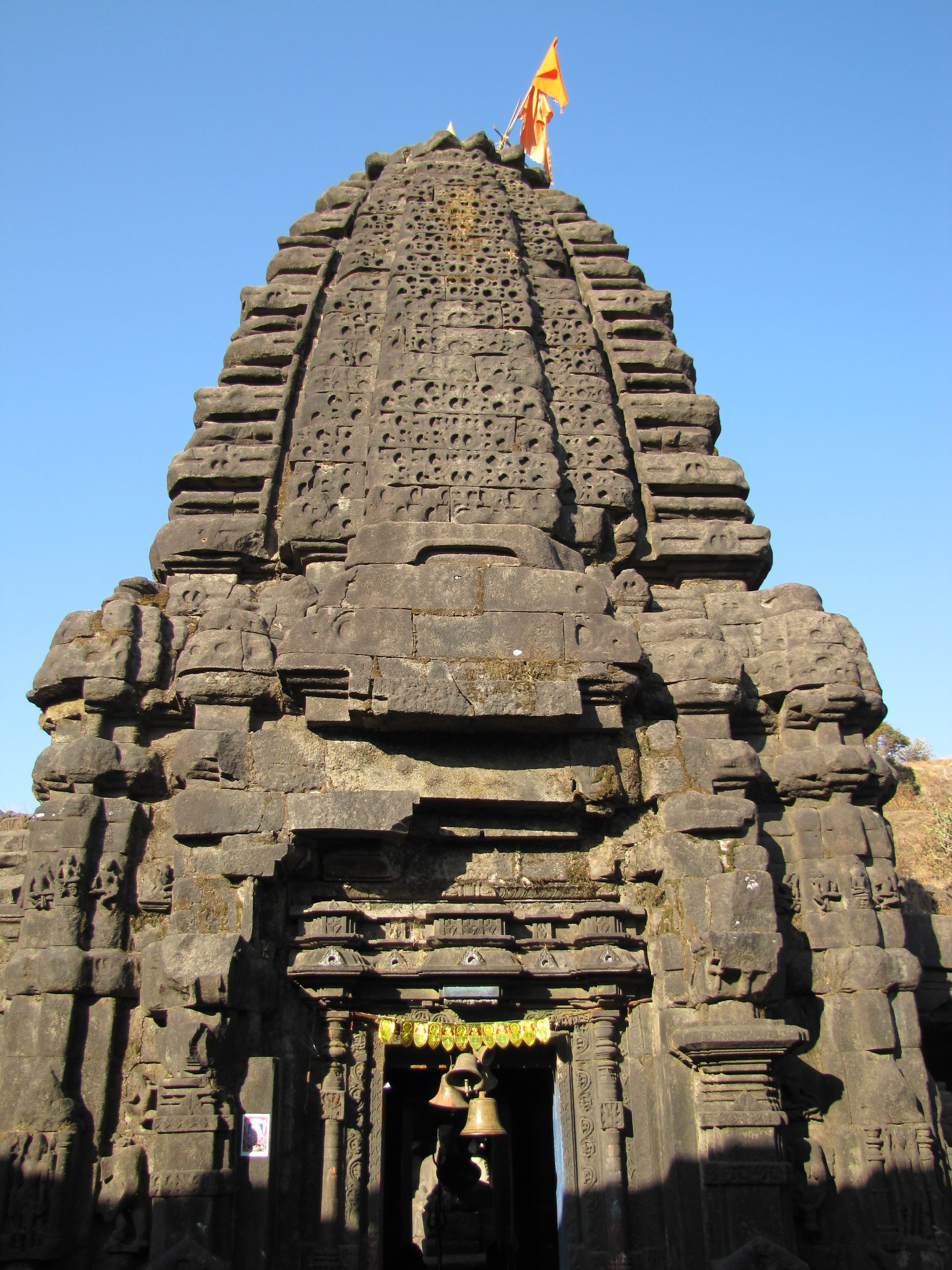
dto.
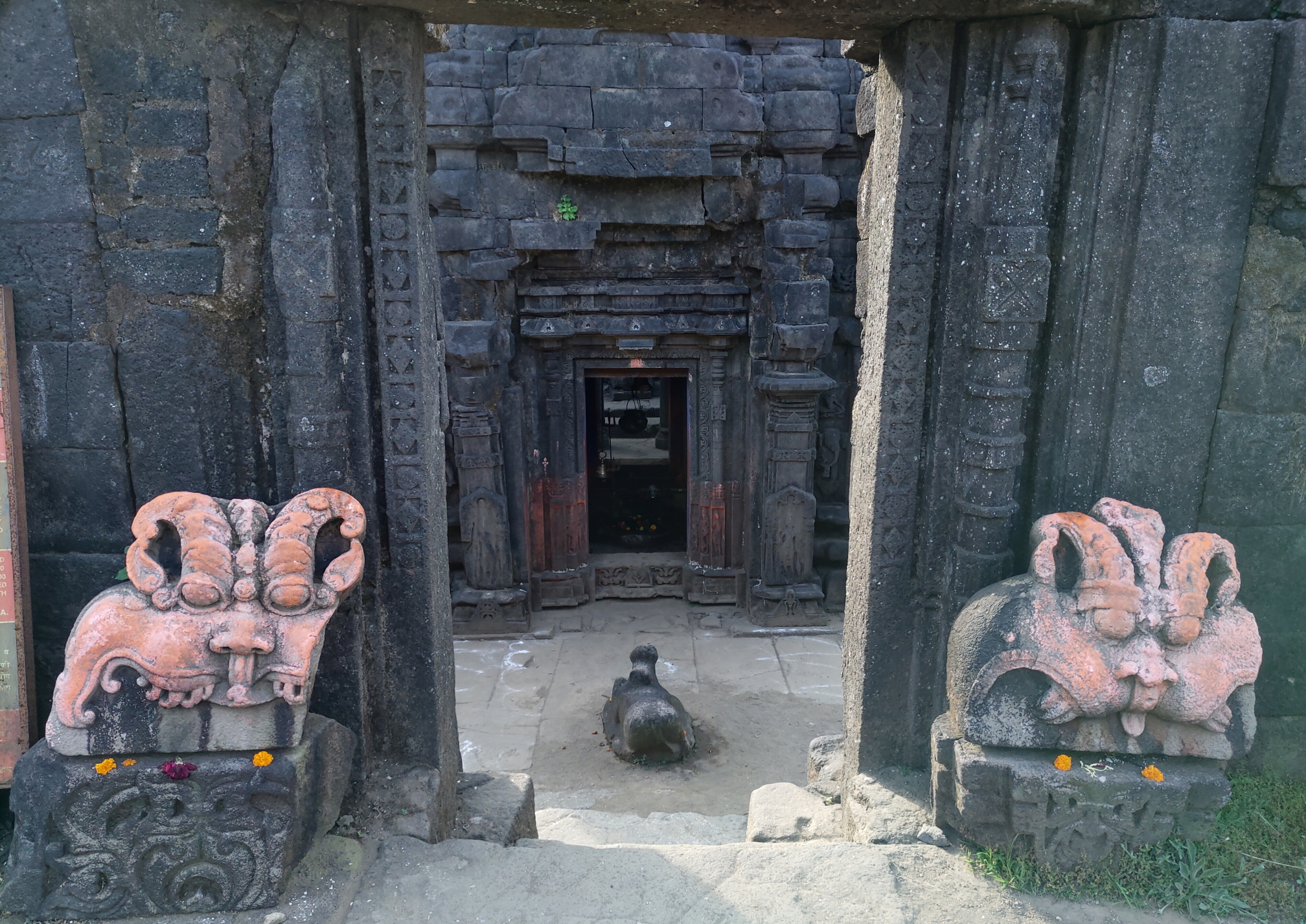
Tempeleingang mit Kirtimukha-Fratzen und liegendem Nandi-Bullen
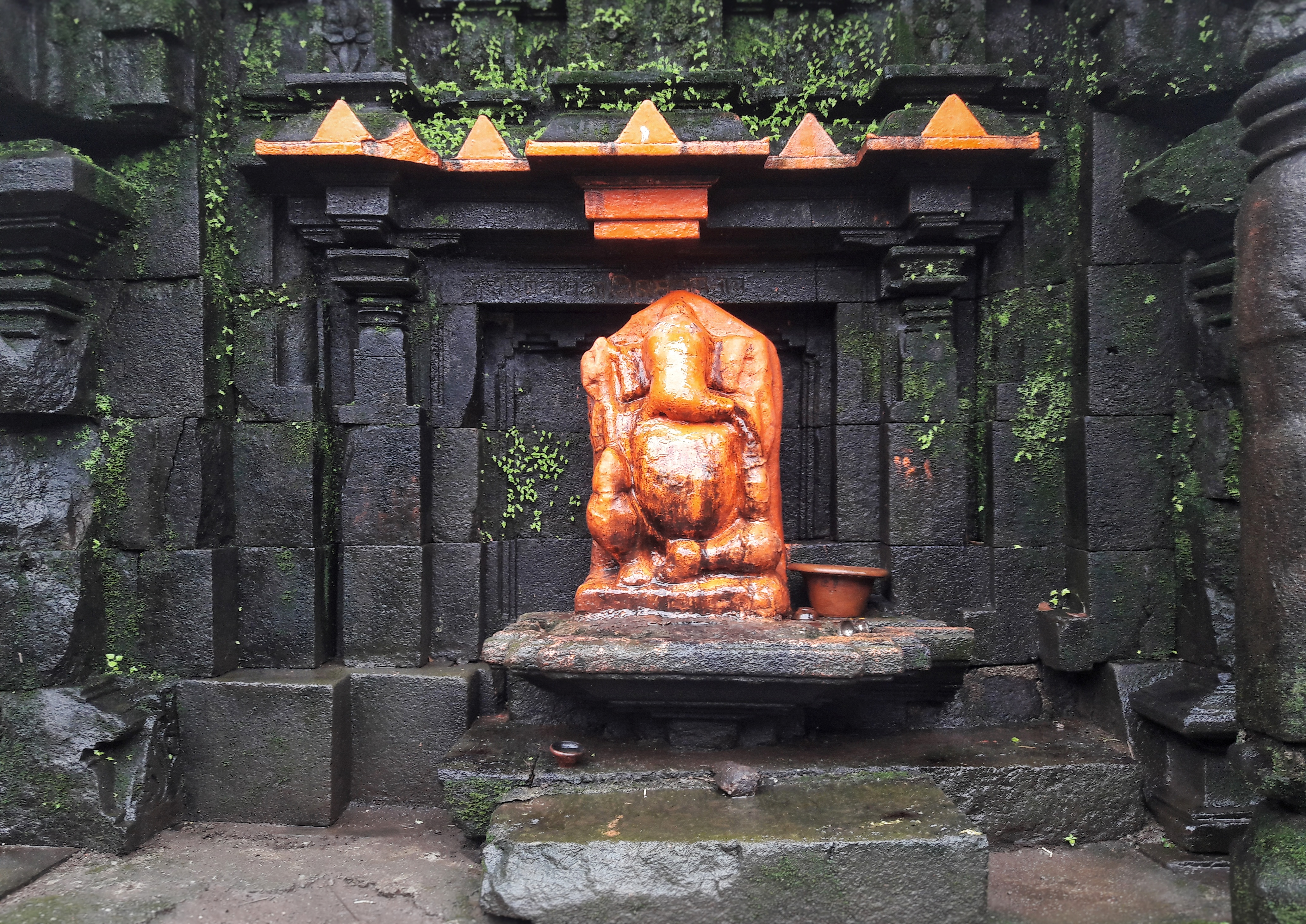
Ganesha-Figur
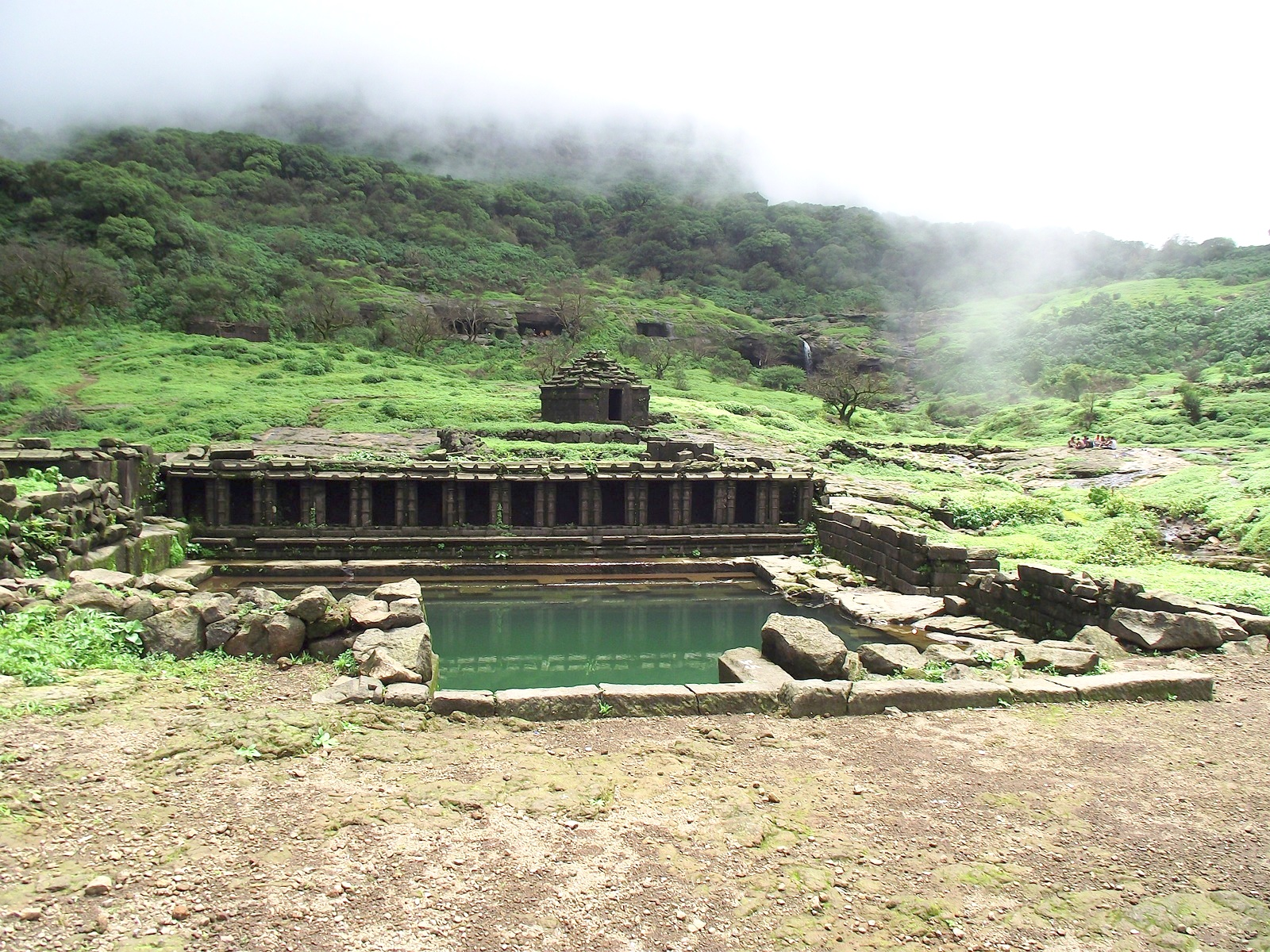
Tempelteich und Schreine